# Scarturus elater
Scarturus elater is een zoogdier uit de familie der Jerboa's (Dipodidae). De wetenschappelijke naam van de soort werd voor het eerst geldig gepubliceerd door Martin Lichtenstein in 1825.

## Voorkomen
De soort komt voor in het oosten van de Zuidelijke Kaukasus, de benedenloop van de Wolga en Oeral in Rusland, de zuidelijke helft van Kazachstan, Sinkiang en delen van Centraal-Azië, Iran en Afghanistan. Enkele uitlopers van het verspreidingsgebied lopen tot in Mongolië en Pakistan.